# فوتوفون
فوتو فون (به انگلیسی: Photophone) یک دستگاه مخابراتی است که امکان انتقال گفتار بر روی یک پرتو نور را فراهم می‌کند. این اختراع به‌طور مشترک توسط الکساندر گراهام بل و دستیار او چارلز سامنر تاینر در تاریخ ۱۹ فوریه سال ۱۸۸۰ در آزمایشگاه بل در خیابان 1325L واقع در واشینگتن دی سی ثبت شد. هر دوی این افراد بعداً به همکاری کامل با انجمن آزمایشگاه ولتا، که توسط بل ساخته و تأمین مالی شده بود پرداختند.

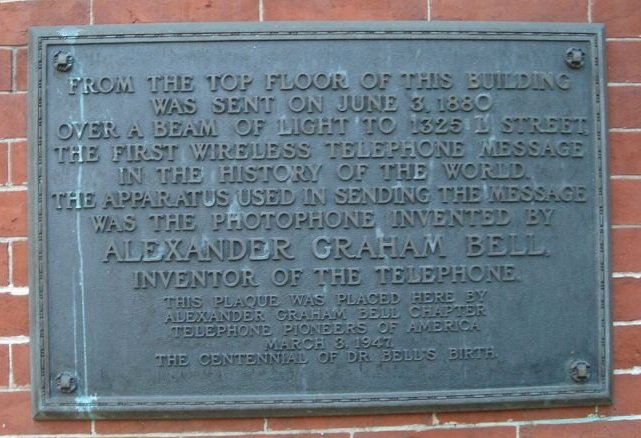
یک پلاک تاریخی در کنار مدرسه فرانکلین در واشینگتن دی سی که یکی از نقاطی را مشخص کرده که تلفن فتوفون در آن به نماش گذاشته شده‌است

در ۳ ژوئن سال ۱۸۸۰، دستیار بل یک پیام تلفنی صوتی بی‌سیم را بین پشت بام مدرسه فرانکلین و پنجره آزمایشگاه بل، حدود ۲۱۳ متر (۶۹۹ فوت) دورتر، ارسال کرد.
بل معتقد بود که فتوفون مهمترین اختراع وی است. از ۱۸ حق اختراعی که به نام شخص بل به تنهایی اعطا شده، و ۱۲ اختراع دیگر مشترک با همکارانش، ۴ مورد مربوط به تلفن همراه است که بل از آنها به عنوان "بزرگترین دستاورد" یاد کرد و اندکی قبل از مرگ به خبرنگار گفت که فتوفون "بزرگترین اختراع [من] است، حتی بزرگتر از تلفن ".

فتوفون پیش‌درآمد سیستم‌های ارتباطی فیبر نوری بود که از دهه ۱۹۸۰ به محبوبیت و کاربرد جهانی دست یافت. حق ثبت اختراع اصلی فوتو تلفن (U.S. Patent ۲۳۵٬۱۹۹ دستگاه سیگنالینگ و برقراری ارتباط با نام فتوفون) در دسامبر ۱۸۸۰ صادر شد، دهه‌ها قبل از اینکه اصول آن کاربردهای عملی پیدا کند. 

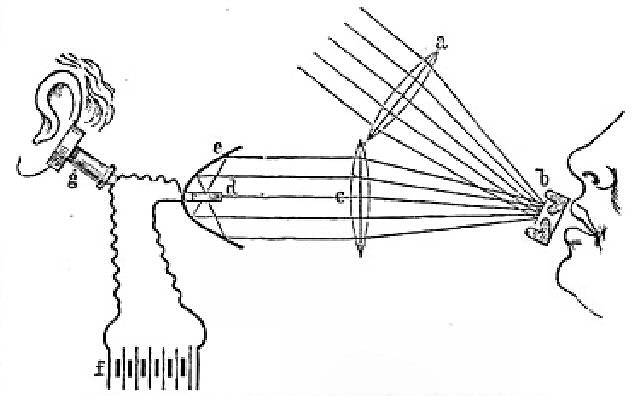
تصویری از یکی از یادداشت‌های بِل در سال ۱۸۸۰

## طرح
فتوفون شبیه تلفن‌های هم عصر خود بود، با این تفاوت که از نور مدوله شده به عنوان ابزاری جهت انتقال بی‌سیم استفاده می‌کرد، در حالی که در تلفن معمولی این ابزار برق مدوله شده در مدار سیمی بود.

شرح خود بل از مدوله کننده نور:
دریافته ایم که ساده‌ترین دستگاه برای تولید اثر از آینه صفحه ای از مواد انعطاف‌پذیر تشکیل شده‌است که در پشت آن صدای گوینده هدایت می‌شود. تحت عمل صدا، آینه به‌طور متناوب محدب و مقعر می‌شود و بنابراین به‌طور متناوب نور را پراکنده و متراکم می‌کند.
روشنایی یک پرتو نور منعکس شده، که از محل گیرنده مشاهده می‌شود، متناسب با تغییرات صدا-فرکانس در فشار هوا (همان امواج صوتی) که بر روی آینه عمل می‌شود، تغییر می‌کند.
در شکل اولیه نیز، گیرنده فتوفون غیر الکترونیکی بود و با استفاده از اثر صدا-تصویر ساخته شده بود. بل دریافت که بسیاری از مواد می‌توانند به عنوان مبدل مستقیم نور به صدا عمل کنند. کربن سیاه ثابت کرد که در این زمینه می‌تواند فوق‌العاده ظاهر شود. گیرنده طراحی شده آزمایشی، با استفاده از یک پرتوی مدوله شده از نور خورشید به عنوان یک سیگنال آزمایش، و تنها با استفاده از رسوب کربن سیاه، لحنی را ایجاد کرد که بل آن را برای گوشی که به دستگاه چسبیده باشد «به طرز دردناکی بلند» توصیف گرفت.

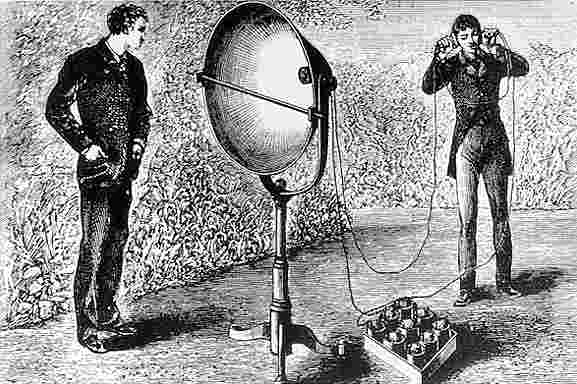
گیرنده و هدست فتوفون، نیمی از سیستم مخابراتی نوری بل و تینتر در سال ۱۸۸۰

در فرم الکترونیکی نهایی آن، گیرنده فوتوفون از یک آشکارساز تصویر سلول سلنیوم در کانون عدسی یک آینه سهموی استفاده می‌کند. مقاومت الکتریکی سلول (بین حدود ۱۰۰ تا ۳۰۰ اهم) با نوری که به آن می‌تابد تغییری با نسبت معکوس خواهد داشت، یعنی مقاومت آن در صورت کم نور شدن بیشتر، و در هنگام تابش نور شدید کمتر است. سلول سلنیوم نقش میکروفون کربن (یا یک دستگاه با مقاومت متغیر) را در مدار یک تلفن معمولی خواهد داشت؛ که متشکل از یک باتری، یک گوشی الکترومغناطیسی و مقاومت متغیر است و همگی به صورت سری به هم متصل شده‌اند. سلنیوم جریان عبوری از مدار را مدوله می‌کند و جریان با استفاده از گوشی مجدداً به تغییرات فشارِ هوا (صدا) تبدیل شد.
بل در سخنرانی خود در انجمن پیشرفت آمریکایی آمریکا در اوت ۱۸۸۰ اعتبار اولین نمایش انتقال گفتار را با نور به آقای A.C. Brown از لندن در پاییز ۱۸۷۸ اعطا کرد.
از آنجا که این دستگاه از انرژی تابشی استفاده می‌کرد، دانشمند فرانسوی ارنست مرکادیر پیشنهاد کرد که نباید این اختراع را «فوتو تلفن» بلکه «رادیو تلفن» نامید، زیرا آینه‌های آن انرژی تابشی خورشید را در چندین باند از جمله باند مادون قرمز نامرئی منعکس می‌کند. بل مدتی از این نام استفاده کرد اما نباید آن را با اختراع بعدی " رادیو تلفن " که از امواج رادیویی استفاده می‌کرد اشتباه گرفت.

## اولین ارتباطات صوتی بی‌سیم موفق

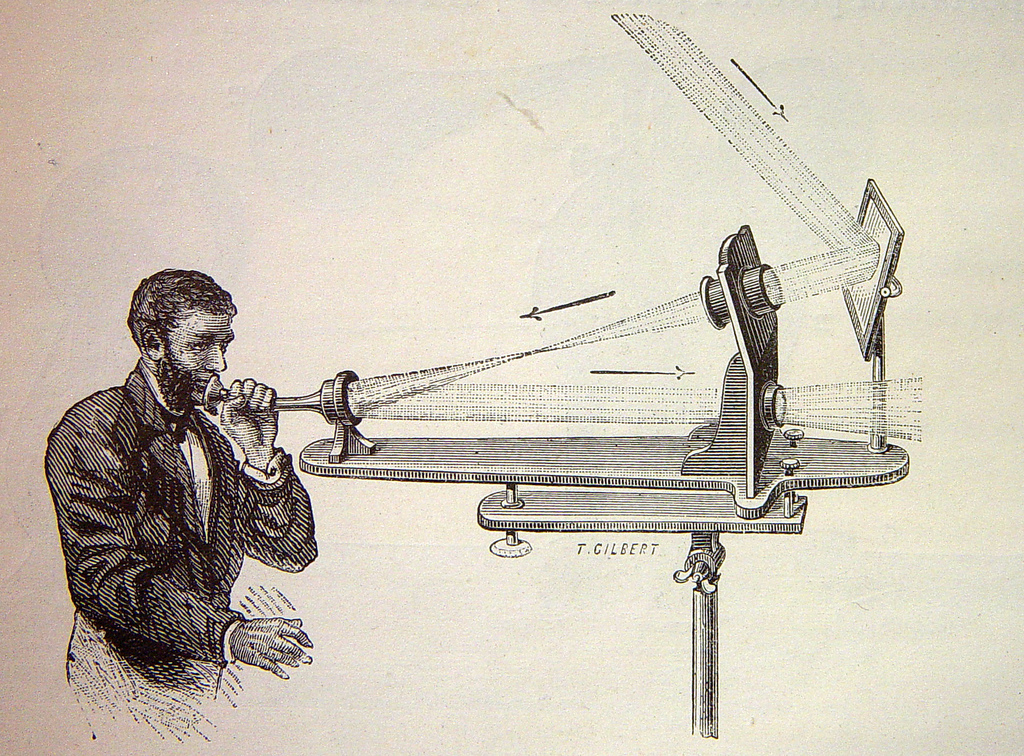
تصویر یک فرستنده فتوفون، نشان دادن مسیر تابش نور خورشید، قبل و بعد از تعدیل

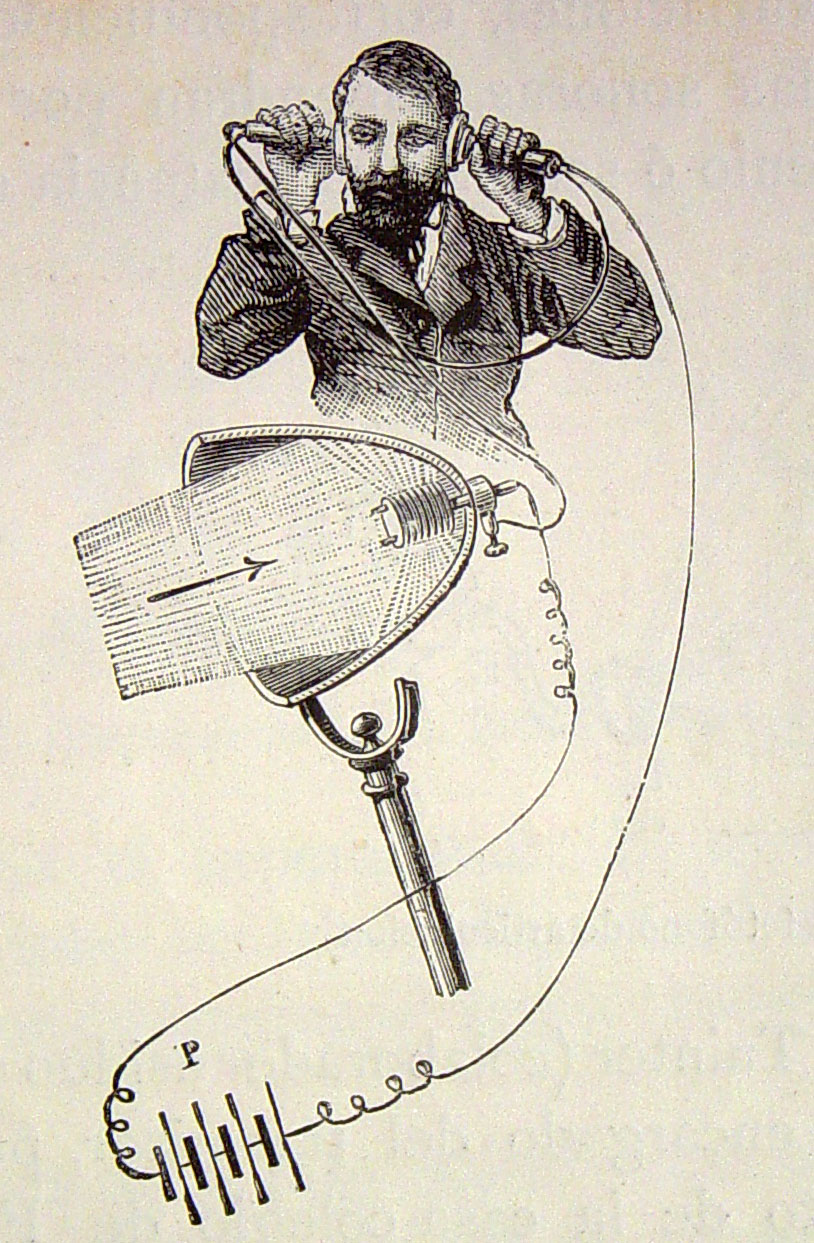
تصویر گیرنده فتوفون، به تصویر کشیدن تبدیل نور مدوله شده به صدا و همچنین منبع برق الکتریکی آن (P)

بل احتمالاً همزمان با ماه عسل خود در اروپا با مابل هوبارد (هممسرش)، خاصیت تازه کشف شده سلنیوم ر ا (که دارای مقاومت متغیر نسبت به تابش نور است و در مقاله ای از رابرت سابین که در ۲۵ آوریل ۱۸۷۸ در نیچر منتشر شد) خوانده‌است. سابین در آزمایش‌های خود از یک وسیله اندازه‌گیری برای دیدن تأثیرات نور بر سلنیوم نصب شده در مدار دارای باتری استفاده کرد. با این حال بل استدلال کرد که با اضافه کردن یک گیرنده تلفن به همان مدار، او قادر به شنیدن آنچه سابین فقط می‌تواند ببیند خواهد بود.
توماس واتسون، همکار سابق بل، به عنوان ناظر ساخت شرکت تلفنی نوپای بل در بوستون، ماساچوست کاملاً مشغول بود، در نتیجه بل چارلز سامر تینتر، سازنده تجهیزات را که قبلاً به کمیسیون حمل و نقل ونوس در سال ۱۸۷۴ ایالات متحده منصوب شده بود را برای آزمایشگاه جدید خیابان "L" خود در واشینگتن، با نرخ ۱۵ دلار در هفته، استخدام کرد.
در ۱۹ فوریه ۱۸۸۰، این دو موفق شدند در آزمایشگاه جدید خود با اتصال مجموعه ای از توری‌های فلزی به دیافراگم، که در پاسخ به صداهای گفتاری یک پرتو نور را قطع می‌کرد، یک فتوفون عملیاتی بسازند. هنگامی که پرتوی نور مدوله شده بر روی گیرنده سلنیوم بل، بر روی هدفون‌های وی افتاد، صدای آواز آقای تینتر که آهنگ Auld Lang Syne را می‌خواند به راحتی شنیده شد.
در آزمایش ۱ آوریل ۱۸۸۰ در واشینگتن دی سی، بل و تینتر در فاصله حدود ۷۹ متر (۲۵۹ فوت) و در امتداد یک کوچه که پشت پنجره آزمایشگاه آنها قرار داشت ارتباط فتوفونی برقرار کردند. چند ماه بعد، در ۲۱ ژوئن، آنها با استفاده از نور خورشید به عنوان منبع نور، موفق به برقراری ارتباط واضح در فاصله ۲۱۳ متر (۶۹۹ فوت) شدند. در آن زمان روشنایی الکتریکی عملی (لامپ رشته‌ای) توسط ادیسون به تازگی به ایالات متحده معرفی شده بود (به همین دلیل بود که از نور خورشید شد). در آزمایش‌های بعدی، فرستنده نور خورشید را از سطح آینه بسیار نازکی که در انتهای لوله صحبت نصب شده منعکس می‌کرد. همان‌طور که کلمات گفته می‌شدند باعث می‌شدند تا آینه بین حالت‌های محدب و مقعر نوسان داشته و میزان نور منعکس شده از سطح آن به گیرنده را تغییر دهد. تینتر که در پشت بام مدرسه فرانکلین بود با بل صحبت می‌کرد و بل در آزمایشگاهش مشغول گوش دادن بود. همزمان بل از پنجره آزمایشگاه، کلاه خود را با شدت تکان داده و به تینتر علامت می‌داد.
گیرنده یک آینه سهموی بود که سلولهای سلنیوم در نقطه کانونی آن قرار داشتند. این اولین ارتباط رسمی بی‌سیم تلفنی (خارج از آزمایشگاه آنها) بود که از پشت بام مدرسه فرانکلین تا آزمایشگاه بل در خیابان 1325 "L" برقرار شده بود؛ بنابراین فتوفون را به اولین سیستم تلفن بی‌سیم صوتی شناخته شده در جهان تبدیل کرد  (حداقل ۱۹ سال قبل از اولین وسیله ارتباط گفتاری رادیویی). قبل از اینکه بل و تینتر تحقیقات خود را به منظور توسعه گرافوفون به پایان برسانند، آنها ۵۰ روش مختلف برای مدولاسیون و تغییر شکل پرتوهای نور برای تلفن نوری ابداع کرده بودند.

## دریافت و تطابق
خود تلفن هنوز هم چیز جدیدی بود و رادیو دهه‌ها با مرحله تجارت سازی اش فاصله داشت. مقاومت اجتماعی در برابر شکل آینده نگرانه ارتباط فتوفون را می‌توان در تفسیر اوت ۱۸۸۰ نیویورک تایمز مشاهده کرد:
انسان عادی … در درک نحوه استفاده از پرتوهای خورشید کمی مشکل پیدا خواهد کرد. آیا پروفسور بل قصد دارد بوستون و کمبریج را با یک باریکه‌های تابش خورشید به تیر برق آویزان است. و اگر چنین است، اندازه قطر چراغ‌های خورشیدی به چه مزیانی هستند … [و] آیا عایق بندی آنها در برابر هوا لازم است؟ … تا زمانی که (عموم مردم) مردی را در حال عبور از خیابان‌ها با سیم نمره ۱۲ با نوری بر روی شانه خود ببیند که آنها را از تیر برقی به تیر برق دیگر آویزان می‌کند، این احساس عمومی وجود خواهد داشت که چیزی در مورد پروفسور بل وجود دارد فتوفون که فشار عظیمی بر اعتبار انسانی می‌آورد.

## پیشرفت‌های بعدی

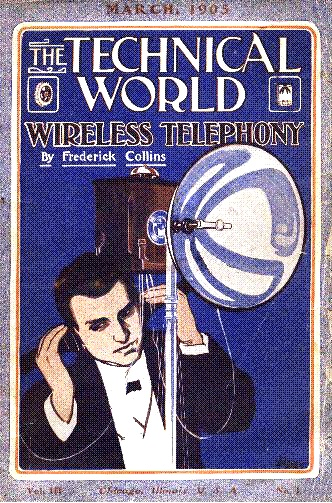
نقاشی ارنست رومر که در یک ایستگاه به "سیستم تلفن بی سیم نوری فوتو الکتریک" خود گوش می دهد.

اگرچه محققان تلفن بل چندین پیشرفت فزاینده و ناچیزی در طراحی بل و تینتر ایجاد کردند، شرکت انتقال رادیویی مارکونی از اوایل سال ۱۸۹۷ شروع به گسترش برد دامنه تلفن و توسعه بیشتر تلفن همراه کردند، تا زمانی که آزمایش‌ها آلمان و اتریش در آغاز قرن ۲۰ همه چزی را تغیر داد.
ارنست رومر فیزیکدان آلمانی بر این باور بود که افزایش حساسیت سلولهای سلنیوم بهبود یافته وی، همراه با تواناییهای برتر دریافت «قوس صحبت» پروفسور H.T. Simon، باعث می‌شود که فتوفون در فواصل بیشتری عملی شود. رومر از سال ۱۹۰۱ تا ۱۹۰۲ یک سری انتقال تجربی را در امتداد رودخانه هاول و دریاچه وانسی انجام داد. وی گزارش داد که آزمایش او در فاصله ۱۵ کیلومتری (۹ مایل) و با شرایط خوبی موفقیت بوده. به‌طور که میزان موفقیت در روز و شب نیز بدست آمده. وی آزمایش‌ها خود را در حوالی برلین از سال ۱۹۰۴ و همراه با نیروی دریایی آلمان ادامه داد، که نورافکن با قدرت بالا را برای استفاده در سیستم انتقال تهیه می‌کرد.
شرکت زیمنس و هلسکه آلمان با استفاده از لامپ‌های قوس کربنی مدولاسیون شده که دامنه مفیدی حدود ۸ کیلومتر (۵٫۰ مایل) فراهم می‌کند، دامنه کاری فوتو تلفن را افزایش داد. آنها واحدهایی را به صورت تجاری برای نیروی دریایی آلمان تولید کردند که بعداً با استفاده از صدای مدوله کشتی نورافکن برای افزایش برد خود به ۱۱ کیلومتر (۶٫۸ مایل) تغییر کاربری پیدا کردند.
تحقیقات Admiralty انگلیس در طی جنگ جهانی اول منجر به ایجاد یک مدوله کننده آینه ارتعاشی در سال ۱۹۱۶ شد. سلولهای گیرنده مولیبدنیت حساس تر، که حساسیت بیشتری به اشعه مادون قرمز نیز داشتند، در سال ۱۹۱۷ جایگزین سلولهای سلنیوم قدیمی تر شدند. دولتهای ایالات متحده و آلمان نیز در زمینه پیشرفتهای فنی سیستم بل کار کردند.
در سال ۱۹۳۵ شرکت کارل زایس آلمان با استفاده از لامپهای تنگستن با فیلترهای مادون قرمز که توسط آینه‌های لرزان یا منشورهای مدوله شده تولید فتوفون‌های مادون قرمز را برای گردان‌های تانک ارتش آلمان آغاز کرده بود. این فتوفون‌ها از گیرنده‌هایی استفاده می‌کردند که سلول‌های ردیاب و تقویت کننده‌ها از جنس سولفید را به کار می‌برد و برد آنها در شرایط مطلوب را به ۱۴ کیلومتر (۸٫۷ مایل) می‌رساند. ارتشهای ژاپن و ایتالیا نیز قبل از سال ۱۹۴۵ سعی در توسعه مشابه ارتباطات راه دور موج سبک داشتند.
چندین آزمایشگاه نظامی، از جمله آزمایشگاه‌های ایالات متحده، با استفاده از لامپ‌های بخار فشار بالا و قوس جیوه با قدرت ۵۰۰ تا ۲۰۰۰ وات، تحقیقات و توسعه زیادی را بر روی تلفن همراه ادامه دادند.

## بزرگداشت‌ها
در ۳ مارس ۱۹۴۷، یکصدمین سال تولد الکساندر گراهام بل، پیشگامان تلفنی آمریکا یک نشان تاریخی را در کنار یکی از ساختمانها، مدرسه فرانکلین، که بل و سامنر تینتر برای اولین آزمایش رسمی خود استفاده کردند، تعیین و نصب کرد. تینتر در ابتدا روی سقف ساختمان مدرسه ایستاده بود و به پنجره آزمایشگاهش بل سیگنال ارسال کرد. این نشان کمک‌های علمی و مهندسی تاینتر را تأیید نکرد. در ۱۹ فوریه ۱۹۸۰، دقیقاً ۱۰۰ سال پس از اولین انتقال فوتو تلفن بل و تینتر در آزمایشگاه خود، کارکنان موسسه اسمیتسونیان، انجمن ملی جغرافیایی و آزمایشگاه‌های بل AT & T در محل خیابان ولتا ۱۳۵۰ سابق بل جمع شدند به منظور بزرگداشت یاد این مهم گرد هم آمدند.
بزرگداشت صدسالگی فتوفون برای اولین بار توسط محقق و نویسنده الکترونیک فارست م. میمس پیشنهاد شده بود. این پیشنهاد هنگام بازدید از دفتر کار خود در انجمن جغرافیای ملی به دکتر ملویل بل گروسنور، نوه مخترع (گراهام بل)، ارائه شد. این گروه نهایتاً صد سالگی اولین انتقال آزمایشگاهی موفقیت‌آمیز فتوفون را با استفاده از فتوفون نمایشی دست‌ساز آقا میمس که عملکردی مشابه مدل بل و تینتر داشت را جشن گرفت.
میمس یک جفت فرستنده گیرنده LED مدرن باتری دار ساخته شده و ساخته شده توسط ۱۰۰ یارد (۹۱ متر) ساخته و تهیه کرده‌است ۱۰۰ یارد (۹۱ متر) فیبر نوری. ریچارد گوندلاخ از آزمایشگاه‌های بل و الیوت سیوویچ از اسمیتسونیان از این دستگاه در مراسم بزرگداشت برای نشان دادن یکی از فرزندان امروزی تلفن همراه استفاده کردند. انجمن نشنال جغرافیایی همچنین یک نمایشگاه آموزشی ویژه را در سالن Explorer خود نصب کرد و برجسته اختراع فتوفون را با موارد اصلی وام گرفته شده از مؤسسه اسمیتسونیان برجسته کرد.

## مطالعات بیشتر
- فیلتر خطی اتمی
- فرکانس‌های بسیار بالا
- تکنولوژی کروزا
- امنیت لیزری
- پراکندگی مای
- بازتابنده یکپارچه سازی با سیستم عامل
- N-slit interferometer
- پنجره نوری
- پنجره رادیو
- پراکندگی ریلی